# 横浜天理教館
横浜天理教館（よこはまてんりきょうかん）は、神奈川県横浜市西区北幸にある天理教の施設である。超高層ビルとしての名称は横浜天理ビル。運営は東京天理教館。

## 特徴
横浜駅西口、横浜ベイシェラトン ホテル&タワーズ隣に立地する。1972年12月に竣工し、翌1973年に開業。横浜市内では初めての高さ100mを超える超高層ビルであり、横浜ベイシェラトン ホテル&タワーズが開業するまでは横浜駅西口のランドマーク的存在であった。神奈川県内で初めての特定街区事業となった。
当ビル前は高速バスの停留所として使用されてきたが、近年の貸切バス需要の増加により交通渋滞が悪化していた。これらの対策として、2017年7月24日より貸切バス乗降場が野村證券前に移転し、また当ビル前は横浜駅西口第3バスのりばが設置された。
正面の道路の反対側には岩崎学園ビル（ヨドバシカメラマルチメディア横浜、専門学校横浜fカレッジなどが入居）がある。

## 主なテナント

### オフィス
- 有限責任あずさ監査法人
- オカムラ
- 天理教神奈川教務支庁

など

### 店舗
- ほけんの窓口
- デイリーヤマザキ
- 東京スター銀行
- 北海道 (居酒屋)
- 三井住友銀行
- 三井のリハウス
- リーブ21

など
5階は医療フロアーとなっている。

## アクセス
- 鉄道 - 横浜駅西口から徒歩3分。地下街相鉄ジョイナスで直結。